# Chhumchaur
Chhumchaur (en népalais : छुम्चौर) est un comité de développement villageois du Népal situé dans le district de Jumla. Au recensement de 2011, il comptait 2 615 habitants.